# Zinedin Mustedanagić
Zinedin Mustedanagić [zinedyn mustedanagič] (* 1. srpna 1998, Bosanska Otoka, Bosna a Hercegovina) je bosenský fotbalový záložník nebo útočník a mládežnický reprezentant, hráč klubu FK Sarajevo, kam přestoupil v červenci 2020 z pražské Sparty. V bosenském klubu hostoval již od ledna 2020. Jeho oblíbeným fotbalistou je švédský útočník Zlatan Ibrahimović.

## Klubová kariéra
Mustedanagiće, narozeného 1. srpna 1998 necelý měsíc poté, co se na domácím šampionátu stala poprvé v historii mistrem světa francouzská reprezentace, pojmenoval jeho otec podle francouzského záložníka alžírského původu Zinédina Zidana. S fotbalem začal v místě svého rodiště, v městečku Bosanska Otoka na místním stadionu Bare. Ve svých 11 letech se Zinedin stěhoval do bosenského města Bosanski Novi, kde hrál fotbal za tým Sloboda Bumabara.

### AC Sparta Praha
V létě 2011 se s otcem a starším bratrem přestěhoval do Prahy (bylo mu tehdy 13 let), kde začal trénovat v týmu AC Sparta Praha. Mládežnické trenéry Sparty zaujal. Trenér David Holoubek se na jeho adresu později vyjádřil: „Ve Spartě jsem ještě nezažil takhle talentovaného zahraničního hráče.“ FIFA však Spartě nepovolila v rámci svého boje proti přestupům dětí Mustedanagiće zaregistrovat, celé 4 roky tak pouze trénoval, hrál přátelské zápasy, na mezinárodních turnajích a nastupoval za bosenské mládežnické reprezentace. V srpnu 2015 registrace proběhla a Mustedanagić podepsal s klubem tříletou smlouvu. Poté mohl oficiálně hrát soutěžní zápasy za starší dorost (U19). V březnu 2016 vstřelil 4 branky a na dalších čtyřech se podílel při vysoké výhře 10:2 proti 1. FK Příbram, po Spartě druhému nejlepšímu týmu dorostenecké ligy U19. Se sparťanským týmem si zahrál i UEFA Youth League (mládežnická obdoba Ligy mistrů UEFA).
V březnu 2016 se poprvé dostal do A-týmu Sparty. V něm debutoval 12. října 2016 v soutěžním utkání českého poháru proti SK Dynamo České Budějovice (výhra 2:1). V 1. české lize debutoval 29. října 2016 pod trenérem Davidem Holoubkem (jenž se stal dočasně koučem A-týmu) v utkání proti 1. FK Příbram (výhra 4:0), dostal se na hřiště v 82. minutě, kdy střídal Bořka Dočkala.

### FK Dukla Praha (hostování)
V lednu 2017 odešel ze Sparty na hostování do jiného pražského prvoligového týmu, FK Dukla Praha.
Poprvé se v dresu Dukly objevil 15. února v 17. kole ePojisteni.cz ligy proti Hradci Králové. Svůj první gól si připsal 11. března 2017 ve 20. kole ePojisteni.cz ligy proti FK Jablonec, které Dukla díky jeho gólu vyhrála 1:0.

### SK Dynamo České Budějovice (hstování)
V létě 2019 odešel hostovat do českobudějovického Dynama, za které odehrál 5 zápasů

### FK Sarajevo (hostování)
V lednu 2020 odešel ze Sparty na další hostování, tentokrát do FK Sarajevo. Zinedin odehrál za půlroční hostování pouze 2 zápasy.

### FK Sarajevo
17. července FK Sarajevo uplatnilo opci na tohoto mladého záložníka a Mustedanagić po 5 letech opustil pražskou Spartu.

## Reprezentační kariéra
Zinedin Mustedanagić reprezentoval Bosnu a Hercegovinu v mládežnických kategoriích U16, U17, U18 a U19. V kategoriích do 17 a do 19 let byl kapitánem.

## Statistiky

### Klubové
Platí k 29. 4. 2017
| Sezóna           | Klub             | Soutěž             | Záp. | Góly |
| ---------------- | ---------------- | ------------------ | ---- | ---- |
| 2016/17          | AC Sparta Praha  | ePojisteni.cz liga | 5    | 0    |
| 2016/17          | AC Sparta Praha  | MOL Cup            | 2    | 0    |
| 2016/17          | FK Dukla Praha   | ePojisteni.cz liga | 7    | 1    |
| Celkem v kariéře | Celkem v kariéře | Celkem v kariéře   | 14   | 1    |

| Gól | Datum       | Soutěž (kolo)            | Zápas                        | Aktuální skóre (minuta) | Výsledek |
| --- | ----------- | ------------------------ | ---------------------------- | ----------------------- | -------- |
| 1   | 11. 3. 2017 | ePojisteni.cz liga (20.) | FK Dukla Praha – FK Jablonec | 1:00(2.)                | 1:0      |